# Campionato brasiliano di rugby a 15 2004
Il Campionato brasiliano di rugby a 15 del 2004 (in portoghese Campeonato brasileiro de rugby de 2004 o Brasileirão de rugby 2004 ) è stata una competizione promossa dalla ABR (Associação Brasileira de Rugby) con sei squadre partecipanti.
La squadra vincitrice è stata il São José Rugby Clube di São José dos Campos, che ha conquistato il suo terzo titolo.

## Squadre partecipanti
| Squadra      | Città               | Stato          |
| ------------ | ------------------- | -------------- |
| Bandeirantes | San Paolo           | San Paolo      |
| Desterro     | Florianópolis       | Santa Catarina |
| Niterói      | Niterói             | Rio de Janeiro |
| Rio Branco   | San Paolo           | San Paolo      |
| São José     | São José dos Campos | San Paolo      |
| SPAC         | San Paolo           | San Paolo      |

## Formula
Le sei squadre si incontrarono in un girone di sola andata. Le prime due classificate disputarono la finale.

## Incontri del girone
| Niterói 7 agosto | Niterói | 19 – 8 | Bandeirantes |  |

| Florianópolis 7 agosto | Desterro | 27 – 34 | SPAC |  |

| São José dos Campos 7 agosto | Rio Branco | 0 – 43 | São José |  |

| Florianópolis 14 agosto | Desterro | 6 – 29 | São José |  |

| San Paolo (Brasile) 14 agosto | Bandeirantes | 10 – 20 | SPAC |  |

| Niterói 14 agosto | Niterói | 49 – 16 | Rio Branco |  |

| San Paolo (Brasile) 21 agosto | Rio Branco | 6 – 12 | SPAC |  |

| San Paolo (Brasile) 21 agosto | Bandeirantes | 18 – 17 | Desterro |  |

| São José dos Campos 21 agosto | São José | 46 – 17 | Niterói |  |

| São José dos Campos 11 settembre | São José | 29 – 19 | SPAC |  |

| San Paolo (Brasile) 11 settembre | Rio Branco | 13 – 49 | Bandeirantes |  |

| Niterói 11 settembre | Niterói | 21 – 30 | Desterro |  |

| San Paolo (Brasile) 18 settembre | SPAC | 33 – 7 | Niterói |  |

| São José dos Campos 18 settembre | São José | 24 – 12 | Bandeirantes |  |

| Florianópolis 18 settembre | Desterro | 32 – 6 | Rio Branco |  |

## Classifica
| Squadra      | Vittorie | Pareggi | Sconfitte | Punti fatti | Punti subiti | Punti +/- | PT |
| ------------ | -------- | ------- | --------- | ----------- | ------------ | --------- | -- |
| São José     | 5        | 0       | 0         | 171         | 54           | +117      | 10 |
| SPAC         | 4        | 0       | 1         | 118         | 79           | +39       | 8  |
| Bandeirantes | 3        | 0       | 2         | 97          | 93           | +4        | 6  |
| Desterro     | 2        | 0       | 3         | 112         | 108          | +4        | 4  |
| Niterói      | 1        | 0       | 4         | 113         | 133          | -20       | 2  |
| Rio Branco   | 0        | 0       | 5         | 41          | 185          | -144      | 0  |

## Finale
| São José dos Campos 30 ottobre | São José | 25 – 6 | SPAC |  |